# L'Attentat (film, 2012)
Pour les articles homonymes, voir L'Attentat.
Pour plus de détails, voir Fiche technique et Distribution.
L'Attentat est un film dramatique franco-belgo-qataro-égyptien co-écrit et réalisé par Ziad Doueiri, sorti en 2013.
Il s'agit de l'adaptation du roman L'Attentat de Yasmina Khadra publié en 2005.

## Synopsis
Après un attentat-suicide à Tel Aviv, le docteur Jaafari, un chirurgien d'origine palestinienne, découvre sa femme parmi les victimes et apprend de la police qu'elle était la kamikaze.

## Fiche technique
- Titre : L'Attentat
- Réalisation : Ziad Doueiri
- Scénario : Ziad Doueiri et Joelle Touma d'après L'Attentat de Yasmina Khadra
- Direction artistique : Yoel Herzberg
- Décors : Nir Alba et Maha Assal
- Costumes : Hamada Atallah
- Photographie : Tommaso Fiorilli
- Son : Pierre Gauthier, Olivier Walczak, Philippe Baudhuin,
- Montage : Dominique Marcombe
- Musique : Éric Neveux
- Production : Jean Bréhat
- Sociétés de production : 3B Productions, Scope Pictures, Canal+, The Doha Film Institute et Uag
- Société(s) de distribution :  Wild Bunch
- Budget :
- Pays d’origine :  France/ Belgique/ Qatar/ Égypte
- Langue : hébreu/arabe
- Format : couleur - 35 mm - 2.35:1 -  Son Dolby numérique
- Genre : drame
- Durée : 102 minutes
- Dates de sortie :
  - Canada : 8 septembre 2012 (festival international du film de Toronto 2012)
  - France : 29 mai 2013

## Distribution
- Ali Suliman : le Dr Amin Jaafari
- Evgenia Dodina : Kim, la collègue d'Amin
- Reymonde Amsellem : Siham Jaafari, la femme d'Amin
- Dvir Benedek : Ravid
- Uri Gavriel : le capitaine Moshe
- Ruba Salameh : Faten
- Karim Saleh : Adel, le neveu d'Amin
- Ramzi Maqdisi : le prêtre

## Distinctions

### Récompenses
- Festival international du film de Marrakech 2012 : Étoile d'or

### Nominations
- Festival international du film de Toronto 2012
- Festival du film de Sydney 2013 : sélection « Features »